# Ganjirō Nakamura

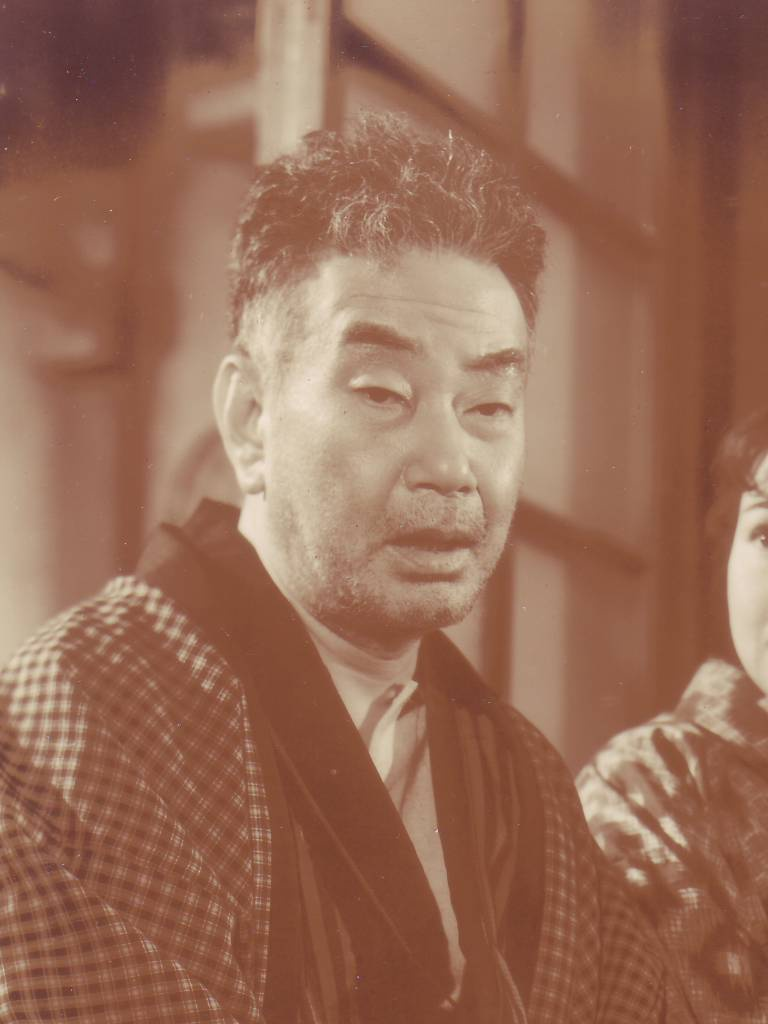
Nakamura um 1958

Ganjirō Nakamura (japanisch 中村 鴈治郎, Nakamura Ganjirō; eigentlich Yoshio Hayashi (林 好雄, Hayashi Yoshio); geboren 17. Februar 1902 in Ōsaka; gestorben 13. April 1983) war ein Kabuki- und Filmschauspieler. Er ist der zweite, der nach seinem Vater diesen Namen trug.

## Leben und Wirken
Nakamura wurde in Ōsaka geboren, aber im Alter von vier Jahren kam er nach Kyōto. Bereits als Jugendlicher tat er in Kindertheater auf. Ab 1924 wechselte er zum Kabuki, entwickelte sich dort zu einem herausragenden Schauspieler. 1955 trat er zum ersten Mal in einem Film auf. In seinem letzten Film 1980, der den Untergang der Tokugawa behandelte, trat er als Tokugawa Ieyasu auf. 

### Auszeichnungen
1967 wurde Nakamura als Lebender Nationalschatz ausgezeichnet. 1968 erhielt er die Ehrenmedaille. 1969 folgte der NHK-Kulturpreis, 1970 der Preis der Japanischen Akademie der Künste. 1972 wurde Nakamura Mitglied der Japanischen Akademie der Künste, 1974 erhielt er einen Orden des Heiligen Schatzes, 1980 wurde er zur Person mit besonderen kulturellen Verdiensten ernannt, 1983 erhielt er eine höhere Stufe des Ordens des Heiligen Schatzes.

## Filmografie
Filme des Regisseurs Ozu Yasujirō sind mit ◎ gekennzeichnet. Die anderen deutschen Titel sind freie Übersetzungen aus dem Japanischen.
- 1957: Eine Ōsaka-Erzählung (大阪物語, Ōsaka monogatari)
- 1957: Nachtasyl (どん底, Donzoku; Rokubei), Osugis Ehemann[A 1]
- 1958: Ein Schatz treuer Vasallen (忠臣蔵, Chūshingura), Gorobei Kakimi[A 2]
- 1958: In Flammen (炎上, Enjō; Tayama Dosen)
- 1958: Ein Fest der Edokko (江戸っ子祭, Edokko matsuri)
- 1959: Abschied in der Dämmerung (浮草, Ukigusa; Komajurō), Leiter der Truppe ◎
- 1961: Der wollüstige Mann Nr 1 (好色一代男, Kōshoku ichdai otoko)
- 1959: Der Schlüssel (鍵, Kagi)
- 1959: Die Geburt Japans (日本誕生, Nihon tanjō), Kaiser Keikō
- 1960: Als die Frau die Treppe hinauf stieg (女が階段を上る時, Onna ga kaidan ni noboru toki)
- 1961: Der Herbst der Familie Kohayagawa, Kohayagawa Mambei ◎
- 1961: Buddha (釈迦, Shaka)
- 1962: Der Tempel der Kraniche (雁の寺, Gan no tera)
- 1963: Die Echizen Bambuspuppe (越前竹人形, Echizen Take-ningyō)
- 1964: Gespenstergeschichten 4: In der Teeschale (怪談 第四話 茶碗の中, Kaidan Daiyon hanashi Chawan no naka)
- 1966: Die Harfe am See (湖の琴, Mizuumi no koto)
- 1966: Die Menschheitslehre der Erotiker (エロ事師たちより 人類学入門, Erojishitachi yori jinrui nyūmon)
- 1980: Der Untergang der Tokugawa (徳川一族の崩壊, Tokugawa issoku no hōkai)